# Розподіл Ерланга
Помилка Lua у Модуль:Navbar у рядку 61: Неприпустима назва {{subst:PAGENAME}}.
Розподіл Ерланга — двопараметричне сімейство абсолютно неперервних розподілів, визначених для {\displaystyle x\in [0,\infty )}. Параметрами розподілу є:
- {\displaystyle k\in \mathbb {N} } — параметр форми,
- {\displaystyle \lambda \in (0,\infty )} — коефіцієнт норми. Іноді використовується обернений параметр {\displaystyle \beta ={\frac {1}{\lambda }}} — коефіцієнт масштабу.

Розподіл Ерланга — це розподіл суми {\displaystyle k} незалежних однаково експоненційно розподілених випадкових величин з параметром {\displaystyle 1/\lambda }. Еквівалентним твердженням є те, що це розподіл часу до {\displaystyle k}-тої події пуассонівського процесу з параметром {\displaystyle \lambda }. Розподіли Ерланга та Пуассона є взаємнодоповнюючими: розподіл Пуассона підраховує кількість подій, що відбудуться за фіксований проміжок часу, а розподіл Ерланга підраховує кількість часу до появи фіксованої кількості подій. При {\displaystyle k=1}, розподіл Ерланга збігається з експоненційним розподілом. Розподіл Ерланга — окремий випадок гамма-розподілу з натуральними значеннями параметру форми {\displaystyle k}.
Випадкова величина {\displaystyle \xi }, що має розподіл Ерланга позначається наступним чином: {\displaystyle \xi \sim \operatorname {Erlang} (k,\lambda )}.
Названий на честь данського математика та інженера А. К. Ерланга, який використовував розподіл для вивчення кількості телефонних дзвінків, які можуть бути здійснені одночасно до операторів телефонної станції. Ця робота з теорії телетрафіку була розширена для оцінки часу очікування в теорії черг загалом. Також розподіл використовується в площині випадкових процесів.

## Опис

### Щільність розподілу
Випадкова величина {\displaystyle \xi } має розподіл Ерланга з параметром норми {\displaystyle \lambda \geq 0} порядку {\displaystyle k\in \mathbb {N} }, якщо її щільність має вигляд:
{\displaystyle f_{\xi }(x)={\lambda ^{k}x^{k-1}e^{-\lambda x} \over (k-1)!}\mathbf {1} _{[0,+\infty )}(x).}
Альтернативна (але еквівалентна) параметризація використовує коефіцієнт масштабу {\displaystyle \beta }, який є оберненим до параметру норми (тобто {\displaystyle \beta =1/\lambda }), в такому випадку щільність розподілу має вигляд:
{\displaystyle f_{\xi }(x)={\frac {x^{k-1}e^{-{\frac {x}{\beta }}}}{\beta ^{k}(k-1)!}}\mathbf {1} _{[0,+\infty )}(x).}
При {\displaystyle \beta =2}, розподіл Ерланга збігається з хі-квадрат розподілом з {\displaystyle 2k} ступенями свободи. Тому його можна розглядати як узагальнений розподіл хі-квадрат для парної кількості ступенів свободи.

### Функція розподілу ймовірностей
Розподіл Ерланга має таку функцію розподілу ймовірностей:
{\displaystyle F(x)=P(k,\lambda x)={\frac {\gamma (k,\lambda x)}{\Gamma (k)}}={\frac {\gamma (k,\lambda x)}{(k-1)!}},}
де {\displaystyle \gamma } — нижня неповна гамма-функція, а {\displaystyle P} — нижня регуляризована гамма-функція.
Функція розподілу також може бути записана в такій формі:
{\displaystyle F(x)=1-\sum _{n=0}^{k-1}{\frac {1}{n!}}e^{-\lambda x}(\lambda x)^{n}.}

### Медіана
Відомий асимптотичний розклад для медіани розподілу Ерланга з визначеними межами та обчислюваними параметрами. Наближене значення такого розкладу буде дорівнювати {\displaystyle {\frac {k}{\lambda }}\left(1-{\dfrac {1}{3k+0.2}}\right),} тобто менше за математичне сподівання {\displaystyle {\frac {k}{\lambda }}.}

## Генерація випадкових величин з розподілом Ерланга
Випадкова величина з розподілом Ерланга {\displaystyle \xi \sim \operatorname {Erlang} (k,\lambda )} може бути згенерована з {\displaystyle k} рівномірно розподілених випадкових величин {\displaystyle \eta _{i}\sim U[0,1],i={\overline {1,k}}} за наступною формулою:
{\displaystyle \xi =-{\frac {1}{\lambda }}\ln \prod _{i=1}^{k}\eta _{i}=-{\frac {1}{\lambda }}\sum _{i=1}^{k}\ln \eta _{i}}

## Застосування

### Час очікування
Незалежні випадкові події, які відбуваються з деякою середньою швидкістю моделюються за допомогою пуассонівського процесу. Час очікування між {\displaystyle k} такими подіями має розподіл Ерланга (тоді як кількість подій, що відбулися за певний проміжок часу, розподілена за Пуассоном).
Розподіл Ерланга, який вимірює час між вхідними дзвінками, може бути використаний разом з очікуваною тривалістю вхідних дзвінків для отримання інформації про навантаження трафіку, що вимірюється в ерлангах. Це може бути використано для визначення ймовірності втрати або затримки пакетів, згідно з припущеннями щодо того чи заблоковані виклики перериваються (формула Erlang B) чи стовляться у чергу до обслуговування (формула Erlang C). Формули Erlang B та C досі використовуються для моделювання трафіку, наприклад при розробці дизайну кол-центрів.

### Інші застосування
Віковий розподіл захворюваності на рак часто відповідає розподілу Ерланга, де параметри форми та масштабу передбачають кількість рушійних подій та часовий інтервал між ними, відповідно. У ширшому сенсі, розподіл Ерланга був запропонований як хороше наближення розподілу часу клітинного циклу, в результаті багатоступеневих моделей.
Він також використовувався в бізнес-економіці для опису часу між закупівлями.

## Властивості
- Якщо {\displaystyle \xi \sim \operatorname {Erlang} (k,\lambda )}, то {\displaystyle a\cdot \xi \sim \operatorname {Erlang} \left(k,{\frac {\lambda }{a}}\right)} для {\displaystyle a\in \mathbb {R} }
- Якщо {\displaystyle \xi \sim \operatorname {Erlang} (k_{1},\lambda )}, {\displaystyle \eta \sim \operatorname {Erlang} (k_{2},\lambda )} і {\displaystyle \xi ,\eta } — незалежні, то {\displaystyle \xi +\eta \sim \operatorname {Erlang} (k_{1}+k_{2},\lambda )}

## Зв'язок із іншими розподілами
- Розподіл Ерланга — це розподіл суми {\displaystyle k} незалежних однаково розподілених випадкових величин з експоненційним розподілом. Довгострокова частота виникнення подій є оберненою до математичного сподівання {\displaystyle \xi } величиною, тобто {\displaystyle \lambda /k.} Інтенсивність (вікова інтенсивність відмов) розподілу Ерланга для {\displaystyle k>1} монотонна в {\displaystyle x,} зростає від 0 при {\displaystyle x=0} до {\displaystyle \lambda } при {\displaystyle x\to \infty }.[11]
  - Тобто, якщо {\displaystyle \xi _{i}\sim \operatorname {Exp} (\lambda ),i={\overline {1,k}},} то {\displaystyle \sum _{i=1}^{k}{\xi _{i}}\sim \operatorname {Erlang} (k,\lambda )}
- Через наявність факторіала в знаменнику щільності розподілу та функції розподілу, розподіл Ерланга може бути визначеним лише при {\displaystyle k\in \mathbb {N} }. Тому цей розподіл іноді називають розподілом Ерланга-k (англ. Erlang-k distribution) або розподілом Ерланга k-го порядку (наприклад, розподіл Ерланга-2 (2-го порядку) — це розподіл Ерланга з параметром {\displaystyle k=2}). Гамма-розподіл узагальнює розподіл Ерланга, дозволяючи набувати параметру {\displaystyle k} будь-якого додатнього значення, оскільки використовує гамма-функцію замість факторіала.
  - Тобто якщо {\displaystyle k\in \mathbb {N} } і {\displaystyle \xi \sim \operatorname {Gamma} (k,\lambda ),} то {\displaystyle \xi \sim \operatorname {Erlang} (k,\lambda )}
- Відношення експоненційного розподілу та розподілу Ерланга {\displaystyle n}-го порядку з однаковими коефіцієнтами норми {\displaystyle \lambda } зміщене на 1 має розподіл Парето:
  - Тобто якщо {\displaystyle \xi \sim \operatorname {Exp} (\lambda )} та {\displaystyle \eta \sim \operatorname {Erlang} (n,\lambda )}, то {\displaystyle {\frac {\xi }{\eta }}+1\sim \operatorname {Pareto} (1,n)}
- Розподіл Ерланга пов'язаний з розподілом Пуассона через Пуассонівський процес: якщо {\displaystyle S_{n}=\sum _{i=1}^{n}\xi _{i},} де {\displaystyle \xi _{i}\sim \operatorname {Exp} (\lambda ),}

то {\displaystyle S_{n}\sim \operatorname {Erlang} (n,\lambda )} і {\displaystyle \operatorname {P} (N(x)\leq n-1)=\operatorname {Pr} (S_{n}>x)=1-F_{S_{n}}(x)=\sum _{k=0}^{n-1}{\frac {1}{k!}}e^{-\lambda x}(\lambda x)^{k}.} В результаті маємо функцію розподілу Пуассона {\displaystyle F_{\eta }(n-1)} для {\displaystyle \eta \sim \operatorname {Pois} (\lambda x)}.